# Salutaris Libena
Salutaris Melchior Libena (ur. 23 listopada 1963 w Itete) – tanzański duchowny katolicki, biskup diecezji Ifakara od 2012.

## Życiorys
Święcenia kapłańskie otrzymał 23 czerwca 1995 i został inkardynowany do diecezji Mahenge. Pracował głównie w seminariach w Kasicie i Kipalapali. W latach 1995–1998 był rektorem seminarium propedeutycznego oraz proboszczem w Sofi.
28 stycznia 2010 papież Benedykt XVI mianował go biskupem pomocniczym archidiecezji Dar-es-Salaam, ze stolicą tytularną Sutunurca. Sakry udzielił mu 19 marca 2010 kardynał Polycarp Pengo.
14 stycznia 2012 został wybrany biskupem ordynariuszem Ifakary.